# Oreopanax microflorus
Oreopanax microflorus là một loài thực vật có hoa trong Họ Cuồng cuồng. Loài này được Borchs. mô tả khoa học đầu tiên năm 1997.